# کوره (ترکیه)
کوره (به ترکی استانبولی: Küre) یک منطقهٔ مسکونی در ترکیه است که در استان قسطمونی واقع شده‌است. کوره ۱٬۱۴۲ متر بالاتر از سطح دریا واقع شده‌است.